# مسترجسة بنفسجية
مسترجسة بنفسجية (الاسم العلمي: Sordaria violacea) هي نوع من الفطريات تتبع جنس المسترجسة من الفصيلة المسترجسية.